# Moshe Ivgy
Moshe Ivgy, född 29 november 1953 i Marocko, är en israelisk skådespelare, av vissa ansedd som den främste skådespelaren i Israel.

## Filmografi (urval)
- 1991 - VM-finalen